# الغربال 2 (مسلسل)
الغربال 2 الجزء الثاني من المسلسل السوري الغربال، عرض على قناة سوريا دراما في شهر رمضان المبارك، هو من تأليف سيف رضا حامد، وإخراج المخرج مروان بركات، تدور احداثه في حي الشاغور عام 1927 أثناء فترة الاحتلال الفرنسي، وهو صراع بين الخير الذي يمثله أبو عرب والشر الذي يمثله أبو جابر الذي استولى على زعامة الحارة، وكذلك عودة أم صابر أخت أم سالم التي ماتت إلى الحارة التي كان أبو عرب يحبها في الماضي، المسلسل من بطولة عباس النوري، بسام كوسا، أمل عرفة، نادين، كندة حنا، علي كريم، معتصم النهار وغيرهم من نجوم الدراما.

## نجوم المسلسل
أبطال المسلسل
- بسام كوسا بدور أبو جابر
- عباس النوري بدور أبو عرب
- أمل عرفة بدور أم جابر
- نادين بدور أم صابر
- كندة حنا بدور شامة

بطولة
- علي كريم بدور أبو كامل
- معتصم النهار بدور نزار
- وفاء موصللي بدور الداية ام خليل
- محمد قنوع بدور دياب
- يزن خليل بدور صابر
- نزار أبو حجر بدور أبو رباب
- ليليا الأطرش بدور وصال
- أمانة والي بدور أم عرب
- غادة بشور بدور أم رضوان
- جيانا عنيد بدور رباب
- زينة بارافي
- يحيى بيازي بدور برهان
- علي سكر بدور زينو المرادي
- أيهم عباسي
- ميار النوري بدور جابر
- فادي الشامي بدور خليل
- نادين قدور بدور صبحية
- رنا العضم بدور بديعة
- عربي غيبة بدور أمير
- براء الزعيم بدور عزو
- نور رافع بدور رجب
- وليد حصوة بدور كروم
- نور أحمد بدور وداد
- ياسر معلوف
- أريج خضور بدور سمية
- يوسف عساف بدور رشدي

بالاشتراك مع
- عادل علي بدور الشيخ بدري
- أحمد رافع بدور راغب أفندي
- تولين البكري بدور أم رضا
- أكرم الحلبي بدور أبو رضا
- فايز أبو دان بدور أبو مروان
- طارق مرعشلي بدور زكور
- ليلى سمور بدور أم نزار
- إيمان عبد العزيز بدور فريزة أم رباب
- جمال قبش بدور صفوان بيك
- مروان غريواتي بدور عابد بيك